# نمساويون
نمساويون (بالألمانية: Österreicher)‏ هم أمة جرمانية ومجموعة عرقية، أصليَّة في النمسا الحديثة وجنوب تيرول والذين يشتركون في الثقافة والأصل والتاريخ النمساوي المشترك. تم تطبيق المصطلح الإنجليزي النمساويين على سكان ملكية هابسبورغ من القرن السابع عشر أو القرن الثامن عشر. لاحقاً، خلال القرن التاسع عشر، أشير إلى مواطني الإمبراطورية النمساوية (1804-1867)، ومن عام 1867 حتى عام 1918 إلى مواطني سيسليثانيا. بالمعنى الأقرب، يشير المصطلح النمساويين في الأصل إلى خط النمسا التاريخية، المقابلة تقريبًا لحوض فيينا في ما يعرف اليوم بالنمسا السفلى.
تاريخياً، كان النمساويين يعتبرون من الألمان العرقيين وينظرون إلى أنفسهم على هذا النحو. وكانت النمسا جزءاً من الإمبراطورية الرومانية المقدسة والاتحاد الألماني حتى الحرب النمساوية البروسية في عام 1866 والتي أدت إلى طرد بروسيا النمسا من الاتحاد الكونفدرالي. وهكذا، عندما تأسست ألمانيا كدولة قومية في عام 1871، لم تكن النمسا جزءًا منها. وفي عام 1867، تمت التسوية النمساوية المجرية في الإمبراطورية النمساوية المجرية. بعد انهيار الإمبراطورية النمساوية المجرية في عام 1918 في نهاية الحرب العالمية الأولى، تحولت النمسا إلى دولة صغيرة واعتمدت لفترة وجيزة اسم الجمهورية الألمانية النمساوية في محاولة للوحدة مع جمهورية ألمانيا، ولكن تم حظره بسبب معاهدة سان جرمان (1919). تأسست الجمهورية النمساوية الأولى في عام 1919. وضم الرايخ الثالث النمسا خلال عملية آنشلوس في عام 1938.
منذ سقوط الرايخ الثالث وأحداث الحرب العالمية الثانية، أصبحت الأيديولوجية السياسية لرابطة الشعوب الجرمانية والاتحاد مع ألمانيا قد فقدت مصداقيتها بسبب ارتباطها بالنازية، مما سمح للنمساويين بتطوير هويتهم الوطنية الخاصة المنفصلة والمتميزة. اليوم، لا يعتبر الغالبية العظمى من النمساويين أنفسهم ألمان.
يمكن وصف النمساويين إما كجنسية أو كمجموعة عرقية جرمانية متجانسة، والتي ترتبط ارتباطاً وثيقاً بألمانيا المجاورة، وليختنشتاين، وجنوب تيرول، وسويسرا الناطقة بالألمانية. لعبت الكنيسة الرومانية الكاثوليكية دورًا هامًا سواء في الثقافة والسياسة النمساويَّة، ولا يزال يعتنق أغلب الإسبان المسيحية دينًا على مذهب الرومانية الكاثوليكية.